# Mergelgrenze

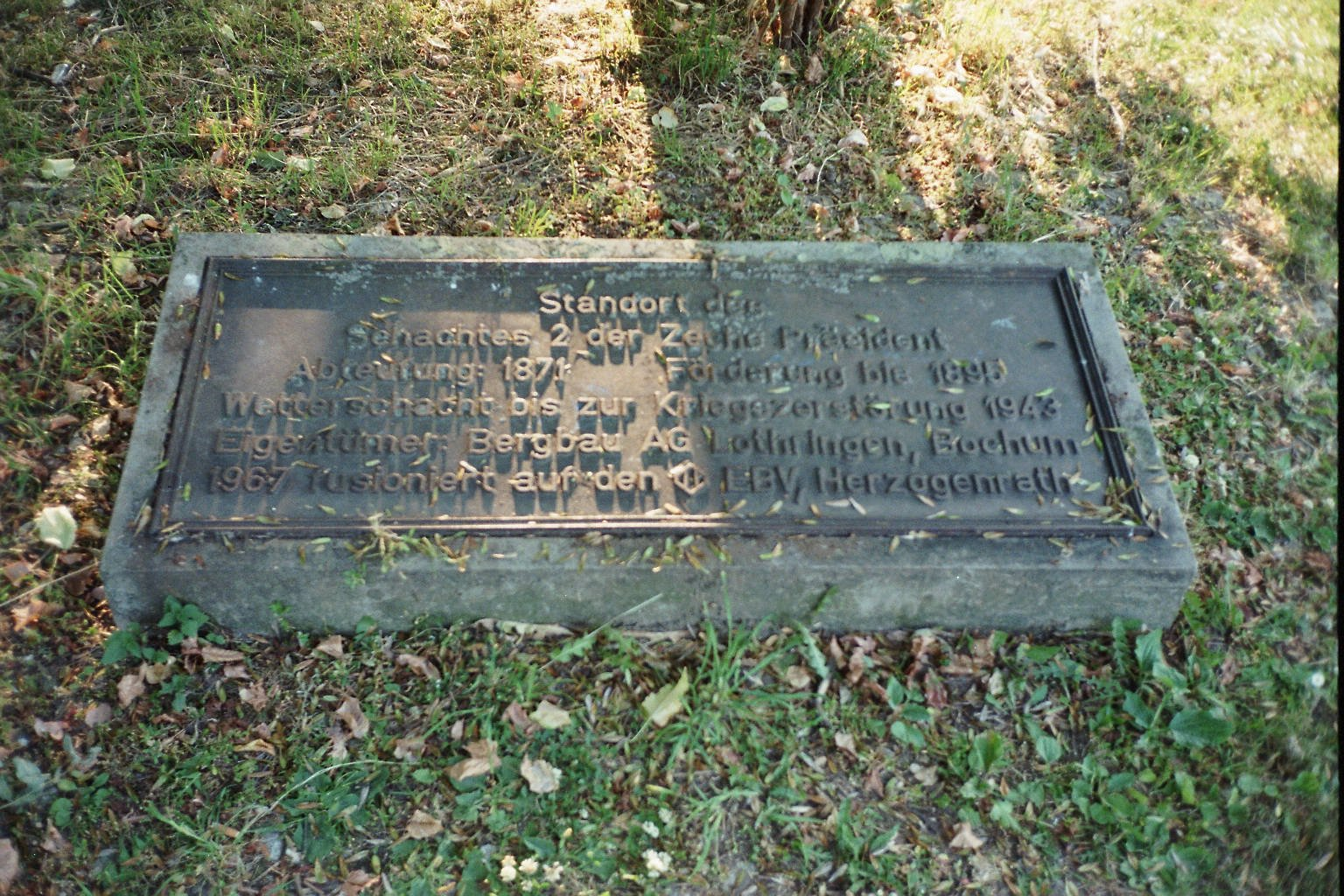
Gedenktafel für einen der ersten erfolgreich abgeteuften Tiefbauschächte des Ruhrgebietes nördlich der Mergelgrenze

Die Mergelgrenze trennt im Ruhrgebiet zwei Bereiche des Steinkohlebergbaus. Sie verläuft grob in Westsüdwestliche-Ostnordöstliche-Richtung einige Kilometer nördlich der Ruhr, südlich von ihr tritt das Steinkohlegebirge zu Tage. Im südlichen Bereich können daher die Flöze im Tagebau oder durch einfache Stollen abgebaut werden, da durch die Faltung unter anderem in Luftsätteln meist schräg zur Erdoberfläche einfallenden Schichten verhältnismäßig leicht in die Tiefe verfolgt werden können. Wegen der vielen kleineren Täler in dieser Gegend kann das anfallende Grundwasser durch Erbstollen abgeleitet werden, die Bewetterung stellt sich ebenfalls als wenig aufwändig dar.
Nördlich der Mergelgrenze wird das Steinkohlegebirge durch eine immer stärker werdende Schicht aus Mergel überdeckt. Diese Schicht ist stark wasserführend und kann von einem Schacht nur durchteuft werden, wenn er schon während des Baus sorgfältig abgedichtet wird. Das Grubenwasser muss durch Pumpen aus dem Bergwerk geschafft werden, sehr große Ventilatoren sorgen für die notwendige Bewetterung.
Das Deckgebirge aus Mergel wurde erstmals 1811 in der Zeche Am Busch im Dortmunder Süden überwunden. Andere Quellen nennen für den Durchstoß durch das Deckgebirge aus Mergel das Datum 1834 im heutigen Essener Stadtteil Essen-Borbeck und 1841 auf der Zeche Vereinigte Präsident im heutigen Bochumer Stadtteil Hamme. Der maschinelle Aufwand zum Bergbau nördlich der Mergelgrenze zwang die Unternehmer auf die Konzentration auf wenige große Zechen, um den Kapitalaufwand für derartige Anlagen halbwegs rentabel zu halten. Die Existenz der Mergelgrenze hat daher das Ruhrgebiet entscheidend geprägt.
Auch heute noch hat die Mergelgrenze eine Bedeutung: Südlich von ihr ist immer noch mit Tagesbrüchen zu rechnen, während weiter nördlich das Absinken der Landschaft eine Folge des Bergbaus ist, die u. a. Bergschäden hervorbringt.
Um Wassereinbrüche in das Grubengebäude zu verhindern, ist die Einhaltung eines Mergelsicherheitspfeilers bergbehördlich vorgeschrieben. 20 Meter vom Liegenden der Mergelgrenze in seigere Richtung darf nicht abgebaut werden.